# Brigadas Escolares de Seguridad
Las Brigadas Escolares de Seguridad o también conocidas informalmente como las Brigadas del Tránsito son agrupaciones escolares chilenas que forman parte de las actividades extracurriculares de los alumnos de enseñanza básica al interior del sistema educativo nacional. Fueron creadas en 1958 bajo el gobierno de Carlos Ibáñez del Campo para formar a los estudiantes desde temprana edad sobre educación vial y la enseñanza de las normas de tránsito, además de velar por los hábitos de buena conducta al interior de los establecimientos educativos y así formar liderazgos dentro de sus pares para mantener la sana convivencia, como también para instruirlos con respecto a prácticas de cuidado al medioambiente en el que se desenvuelven, con actividades en favor de la ecología y el reciclaje. Asimismo, los jóvenes reciben capacitaciones por parte de funcionarios de Carabineros de Chile en lo referido a normas de seguridad del tránsito y manejo de situaciones conflictivas, como el acoso escolar.

## Historia
La creación de las brigadas fue posible y regulada mediante el Decreto 17.752 del Ministerio de Educación Pública (actual Mineduc), promulgado el 15 de diciembre de 1958 y el cual establecía la enseñanza de normas de seguridad del tránsito en los establecimientos educacionales chilenos.
El 10 de enero de 1979, la dictadura militar dispuso cada 14 de octubre como el Día del Patrullero Escolar Integral a través de un decreto del Ministerio de Educación. Es habitual que en cada comuna se celebre dicho evento con algún acto público que concluye con un desfile de los brigadistas. Asimismo, la Brigada Escolar de Seguridad suele representar al establecimiento educacional en desfiles de conmemoración de ciertas fechas importantes en el calendario chileno, como el Día de las Glorias Navales y el desfile de Fiestas Patrias en septiembre que se realiza en cada comuna del país.
Con la implementación de la Jornada Escolar Completa (JEC) a partir de 1997 bajo el gobierno de Eduardo Frei Ruiz-Tagle, las reuniones de la Brigada Escolar fueron añadidas como actividades extracurriculares dentro de la carga horaria de los establecimientos educacionales.

## Composición

### Participantes
La incorporación a estos grupos escolares es voluntaria y para poder ingresar es necesario ser alumno matriculado en el establecimiento, presentar un balance positivo en el Informe de Desarrollo Personal y Social, además de contar con una autorización por escrito del apoderado, tutor legal o progenitor del alumno. La agrupación es coordinada por uno o más docentes del establecimiento, quienes están encargados de la supervisión de las acciones de los menores de edad. Adicionalmente, se les designa a un funcionario policial, quien actúa como carabinero monitor, el cual le entrega los conocimientos y recomendaciones que realiza la institución en las materias que le competen a la Brigada Escolar, dentro y fuera del establecimiento educativo.

### Uniforme
No existe un uniforme especial para quienes participan en las Brigadas Escolares, de manera tal que no signifique un costo adicional para los apoderados, sino que se asigna el uniforme de cada establecimiento. No obstante, se sugiere la incorporación de algunos distintivos como parte de su atuendo, a fin de ser claramente distinguidos como agrupación cuando se encuentran realizando actividades propias del brigadista, tales como cinturones de tipo terciado, gorros estilo coscacho, pañoletas, brazaletes, entre otros. La adquisición de dichos implementos es asumida por el establecimiento con presupuesto gestionado por ellos mismos, pudiendo también recibir donaciones institucionales por parte de Carabineros destinadas para establecimientos de bajos recursos económicos.